# Youngstown
För andra betydelser, se Youngstown (olika betydelser).
Youngstown är en stad (city) med 65 405 invånare (2012) i nordöstra delen av delstaten Ohio i USA. Staden ligger vid floden Mahoning River och är huvudort i Mahoning County. Den sträcker sig även in i en del av Trumbull County.
Youngstown ligger cirka 105 km sydost om Cleveland i Ohio och cirka 100 km nordväst om Pittsburgh i Pennsylvania.

## Kända personer från Youngstown
- George Bennard, evangelist och psalmförfattare
- Mark Boals, sångare
- Charles J. Carney, politiker
- Elizabeth Hartman, skådespelare